# Mujāhid al-ʿĀmirī
(Cronaca della consacrazione della chiesa di Santa Cruz y Santa Eulalia di Barcellona, 1058)
Mujāhid ibn ʿAbd Allāh al-ʿĀmirī, detto al-Muwaffaq, noto in Italia come Museto, Musetto o Mugetto (in arabo مجاهد بن عبد الله اﻟﻌﺎمري الموفق‎?; Dénia, 960 – Bona, 1044), è stato un militare e politico arabo, della Spagna islamica (al-Andalus), di origine schiavona (ṣaqlabī).
Governatore nel 1014 di Dénia per conto del suo signore Almanzor (reggente per il califfo omayyade di Cordova, Hishām II al-Muʾayyad), al momento del crollo del Califfato di al-Andalus, Mujāhid seguitò a governare in piena autonomia la città di Denia e le annesse isole Baleari fino al 1044.
La sua fama si lega al suo tentativo di conquista dell'isola della Sardegna, fallita a causa del congiunto intervento delle forze navali di Pisa e Genova e dei Giudicati.

## Biografia

### Un guerriero di mare
Mujāhid, un liberto di origine slava che aveva fatto parte della cerchia di Almanzor (il laqab al-ʿĀmirī significa infatti l'Amiride e ricordava il suo antico legame di clientela con Muhammad Ibn Abī ʿĀmir, soprannominato al-Manṣūr, "il reso vittorioso da Dio", mutato dai cristiani iberici in Almanzor), si era fatto onore da giovane nelle marinerie del califfato di Cordova e, da governatore, manteneva in efficienza la sua flotta battendo le coste mediterranee spagnole e delle Baleari.
Aveva conquistato e si era insediato a Dénia, nei pressi di Alicante: dopo Denia prese il controllo anche di Algeciras, costituendo una ṭāʾifa della quale fu emiro.
Praticò il mecenatismo, favorendo ad esempio le arti di Ibn Garcia.
Grazie al suo operato la città portuale divenne presto nota come un vivace centro culturale, specialmente per l'attività di esperti esegeti coranici e di filologi. A Maiorca i due filosofi al-Bājī e Ibn Ḥazm erano rinomati in tutto il mondo islamico.
La cancelleria di Mujāhid mantenne viva la tradizione di scrittura epistolare in prosa rimata, secondo quanto a suo tempo era stato elaborato e perfezionato dalle varie corti arabo-islamiche. Dal 1017 al 1019 fu reggente della taifa di Valencia insieme a Labib al-Saqlabi, signore di Tortosa ma nei due anni successivi Mujāhid tenne da solo la reggenza.
Da Maiorca organizzò intorno all'Anno Mille (forse 1015, anche se alcune fonti indicano il 1004) una spedizione allo scopo di conquistare la Sardegna. La sua flotta era imponente per l'epoca, e contava 110 navi su cui erano stati imbarcati 10 000 uomini e 1 000 cavalli, anche se sulla consistenza della flotta vi sono versioni lievemente differenti.

### In Sardegna
L'assalto all'isola giunse inaspettato: Mujāhid aveva organizzato la spedizione in gran segreto e l'aveva condotta con grande celerità. L'armata sbarcò presumibilmente in territorio del Giudicato di Torres, nella Sardegna nord-occidentale, in una parte dell'isola raramente sotto attacco, e non ebbe perciò difficoltà a sottoporre a saccheggio gli sguarniti centri costieri.
Un tentativo di resistenza improvvisato fu organizzato dal Giudice Malotto (Malut), che fece radunare in spiaggia tutti gli uomini validi e si mise egli stesso al comando delle truppe, affiancato da tutti i curatori e tutti i majori, cioè da tutti gli amministratori distrettuali e comunali del Giudicato.
I difensori subirono una pesante sconfitta, lasciando sul campo il Giudice e buona parte dei suoi amministratori: l'organizzazione del Giudicato si trovò priva degli uomini esperti, in grado di amministrare convenientemente quelle regioni, e la popolazione restò senza referenti politici, amministrativi e militari.

### Verso Pisa
L'attacco a Torres era stato sferrato mentre Pisa aveva gran parte della sua flotta occupata in Calabria, per una missione di rappresaglia contro altri musulmani.
Velocemente, dopo aver insediato i suoi luogotenenti e organizzato un minimo presidio militare (alcune leggende vogliono che si trattasse di Alghero), Mujāhid veleggiò rapidamente alla volta di Pisa.
Non sono note le vere intenzioni di Mujāhid: Pisa potrebbe essere stata subito l'obiettivo primario, ed in questo caso l'attacco in un momento in cui la città era impegnata altrove non sarebbe stato casuale, frutto dell'efficace servizio informativo gestito dall'emiro iberico.
Pisa, con le navi e l'esercito lontani, non fu in grado di limitare la violenza dell'assalto di Mujāhid, la cui armata si lasciò andare ad un massacro. Solo le donne valide vennero risparmiate, per esser vendute come schiave al fine di finanziare le flotte dell'emiro.
Un intero rione della città toscana fu dato alle fiamme. Quando le navi pisane tornarono dalla loro incursione a Reggio Calabria, Mujāhid era già ripartito alla volta di Civita, l'attuale Olbia.

### La rappresaglia pisana
Mujāhid prima di muovere su Pisa aveva stabilito una base di ripiego in Sardegna, in vista della reazione dei toscani.
I Pisani inseguirono immediatamente "Muscetto" (così veniva da essi chiamato) e, con l'ammiraglio Vittore Ricucchi al comando delle operazioni, sbarcarono in Sardegna, a Santa Lucia di Siniscola o nel Portus Luguidonis dell'attuale San Giovanni di Posada.
I Pisani strinsero un'alleanza coi Sardi, che già stavano organizzando una resistenza contro l'invasore.
Organizzata quindi un'armata mista, in parte di uomini di mare e in parte di uomini di terra, Sardi e Pisani marciarono insieme verso Olbia.
Mujāhid, avvisato dalla sua rete di informatori, ripiegò velocemente e silenziosamente verso ovest, in direzione del Limbara, verso Tempio Pausania, per poi raggiungere Torres, città fortificata e in cui era rientrato il grosso del suo naviglio. Qui stabilì un comodo e sicuro quartier generale.
Con questa manovra Mujāhid sperava che i Pisani avrebbero desistito e avrebbero lasciato i Sardi soli a contrastarlo.
La rappresaglia degli alleati si spense presto, e i musulmani poterono allestire una rete di pattuglie marittime che si dedicarono alla guerra di corsa nelle acque fra la Sardegna e la Corsica, forti delle inespugnabili basi maddalenine.
L'attività corsara si spostò anche verso il Tirreno, dove cominciarono ad essere insidiate e depredate le navi dei Genovesi e dei Pisani.
I Pisani non avevano solo conti economici in sospeso. Erano animati da desiderio di vendetta, frammisto a sentimenti di pre-crociata. Perciò organizzarono un'armata marinara che potesse contrastare i musulmani con qualche probabilità di successo.

### Gli scontri a Torres
I Pisani studiarono la strategia di Mujāhid: l'emiro puntava su velocità e agilità, un fatto che contrastava con l'uso da parte italica di navi pesanti e di lenta manovra. Di contro, le navi arabe erano in inferiorità numerica, anche se Mujāhid si impegnò nella costruzione di una flotta numericamente impressionante.
La tattica musulmana prevedeva l'uso di arrembaggi veloci, condotti grazie alla superiore agilità, ai danni delle navi avversarie più esposte. Inoltre, gli attacchi rapidi e decentrati causavano scompiglio nelle goffe flotte italiche, che non riuscivano a rispondere in modo compatto.
Gli equipaggi islamici erano superiori anche per l'affiatamento fra i singoli comandanti delle imbarcazioni e per la coordinazione con l'ammiragliato. Tra le navi venivano scambiati comandi vocali brevi in lingua araba), o segnali visivi. Tramite questi messaggi venivano organizzate gli attacchi e le manovre diversive, incomprensibili ai comandanti toscani.
La strategia pisana per la battaglia abbandonò le grandi navi, e puntò molto sull'esperienza dei propri più valenti marinai. L'ammiraglio Bartolomeo Carletti attese l'estate del 1012 e calcolò con cura le sue date per far coincidere la mancanza di luna con la calma di vento.
Richiamò vecchi timonieri esperti, capaci di navigare alla cieca nelle pericolosissime correnti di quei mari, e nel cuore della notte assaltò il porto di Torres, con una flotta di 120 navi, sfruttando l'effetto sorpresa. Dopo uno scontro molto violento, la maggior parte delle navi musulmane fu affondata o catturata.
Mujāhid, resosi conto dell'assalto, ordinò alle sue navi di manovrare freneticamente in porto, approfittando della confusione per fuggire di nascosto. Diresse la sua nave in direzione di Bonifacio, prendendo terra per evitare la flotta pisana di ritorno.

### Il consolidamento del dominio
I Sardi, che non erano stati informati dai Pisani dell'imminente azione, non poterono intervenire in appoggio da terra. Secondo qualche studioso il comandante pisano non coinvolse le forze locali negli scontri, certo della vittoria grazie alle forze preponderanti e volendo evitare di sminuire il proprio trionfo o di dover rendere favori.
Durante l'inverno successivo le forze musulmane continuarono le razzie ai danni delle forze pisane. Il clero pisano, non riponendo grande fiducia nei militari, organizzò rapidamente la costruzione di un insediamento difensivo, e in soli 4 anni costruì la città di San Miniato, fondata in collina e destinata a servire da rifugio nel caso di ulteriori sconfitte sulla costa.
Temendo un nuovo attacco, i Pisani attesero che la flotta di Mujāhid si concentrasse nelle anguste acque delle Bocche di Bonifacio e la attaccarono, certi della loro vittoria.
I musulmani, però, grazie alle loro tecniche di manovra e al loro affiatamento tattico, velocemente riuscirono a disperdersi, sottraendosi al conflitto, perdendo solo qualche piccolo battello (stando ai cronisti pisani) e rendendosi in breve tempo irreperibili nonostante un affannoso inseguimento da parte dei toscani.
L'isolotto di Mortorio, secondo al-Himyari, fu chiamato dagli arabi Jazīrat al-shuhadāʾ, l'"isola dei màrtiri", in ricordo di un numero rilevante di marinai rimasti uccisi nelle sue acque in questa battaglia.
Mujāhid temeva una risposta sarda, nonostante le sue forze fossero sempre più attestate in terra e mare. Per questo fece costruire fortezze e castelli, probabilmente usando schiavi che secondo alcune testimonianze (tra cui quella di Giuseppe Manno, che riferisce una cronaca del veronese Lorenzo Muratori) sarebbero anche stati murati vivi nelle costruzioni una volta stremati. Queste cronache potrebbero tuttavia essere esagerazioni derivanti dalla faziosità dei cronisti pisani: i resti delle fortificazioni non corrispondono alla magnificenza di cui parlano le cronache.

### La controffensiva
Nel 1016 le forze arabe condussero il sacco di Luni, fiorente e pacifica cittadina alla foce del fiume Magra. La popolazione fu annientata, la città data alle fiamme. Non ne rimase più traccia se non nel nome della diocesi che vi aveva sede, la Lunigiana.
La strage spinse alla creazione di un'alleanza d'emergenza fra Pisani, Genovesi e il papa Benedetto VIII. L'alleanza fu negoziata in brevissimo tempo dal marchese pisano Adalberto II e dal Vescovo di Genova Giovanni II. Il comando della spedizione fu affidato agli Obertenghi, che riuscirono a raggiungere le acque pisane in brevissimo tempo.
Mujāhid, contrariamente alla sua consueta tattica di veloce assalto e rapido ripiego, si era soffermato sul posto, e fu intercettato dalle forze dell'alleanza. Dopo tre giorni e tre notti di ininterrotti combattimenti, con rinforzi che senza posa giungevano via via sul campo di battaglia da tutte le aree circostanti per unirsi all'alleanza contro i musulmani, Mujāhid subì una dura sconfitta. Le forze arabe furono annientate, senza superstiti salvo i pochi che riuscirono a riprendere il mare e fuggire.
Stando ai cronisti pisani, la moglie di Mujāhid sarebbe stata passata a fil di spada durante la battaglia, e anche il figlio ʿAlī Iqbāl al-Dawla sarebbe rimasto ucciso. Il racconto appare tuttavia inaffidabile ed eccessivamente celebrativo, sia nella descrizione poco credibile del rapporto maritale tra la donna e l'emiro, sia per il fatto che la storiografia indica nel figlio apparentemente ucciso il successore dell'emiro sul trono di Denia.
Mujāhid riparò nuovamente a Torres, dove, sempre secondo le cronache pisane, avrebbe fatto crocifiggere molti sardi, per rappresaglia o per rabbia. Anche in questo caso le cronache sono dubbie, poiché la crocefissione non era fra i modi di esecuzione diffusi tra i musulmani, specie nella marineria.
Inseguito da Pisani e Genovesi, che si gettarono all'inseguimento, Mujāhid fu raggiunto e attaccato. Alle forze si unirono i ribelli sardi, e il porto di Torres fu teatro di una feroce battaglia, conclusa con un'altra pesantissima sconfitta dell'emiro.
L'episodio è stato ripreso nelle "Carte di Arborea" un'ipotetica raccolta documentaria della Giudichessa Eleonora d'Arborea, riconosciuta come un falso ottocentesco. Nella narrazione delle carte i sardi avrebbero apportato un intervento decisivo alla battaglia, combattendo con invasato ardore sulle note di un inno un cui brano declamava:
{

### Dopo la sconfitta
Mujāhid intraprese l'opera di ricostruzione del proprio esercito, seppur gravemente impoverito dalle ultime sconfitte. Organizzò una flottiglia che, tramite lucrose razzie, permise di finanziare le nuove navi. Ci vollero 6 anni perché Mujāhid riuscisse ad ottenere una nuova piccola flotta da guerra e, una volta conclusa, egli si spinse nuovamente verso le coste meridionali della Sardegna.
I Sardi intanto avevano costruito una propria rete informativa: all'approntamento di Mujāhid risposero chiamando in alleanza Pisani e Genovesi, che mossero per intercettarlo ed affrontarlo in mare aperto, ben lontano dalle rive di Cagliari.
La flotta alleata aveva impiegato il tempo trascorso dopo l'allontanamento di Mujāhid per prepararsi a eventuali futuri scontri, sia in termini numerici, sia stravolgendo completamente le proprie tattiche di combattimento. Lo scontro tra le flotte si risolse in una nuova sconfitta per Mujāhid, che sperava invece nell'effetto sorpresa.
L'alleanza navale sollecitata dai Sardi dovette essere ricompensata da questi ultimi con oneri che in seguito avrebbero messo a rischio la stessa indipendenza dei Giudicati. Solo Arborea, il Regno meno implicato nella lotta all'invasore, l'unico le cui coste non avevano sofferto in proprio gli attacchi musulmani, resistette in seguito all'invasione di Genova e Pisa.
Nuovamente rimasto senza flotta, frattanto, Mujāhid riuscì a ricostituirne rapidamente un'altra e subito si rilanciò verso le coste toscane, per impegnare nuovamente i Pisani. Nonostante la sorpresa, fu nuovamente sconfitto, per via di una flotta impreparata e non addestrata, oltre che costruita troppo rapidamente
In merito alla "cronaca" dell'attacco, a Pisa si narra comunque di una tal Kinzica de' Sismondi che avrebbe eroicamente salvato la città suonando a distesa le campane di San Martino per dare l'allarme.

### La disfatta e la morte
Il condottiero musulmano riparò nel Lazio, nascosto in una grotta presso Serapo, nella costa di Terracina.
Si allontanò da lì solo nel 1025, quando da terra stavano per giungere ingenti truppe per stanarlo. Il duca Sergio IV di Napoli aveva inviato anche dei mercenari normanni comandati da Raynulfo Drengot-Quarrel, futuro Conte di Aversa.
Mujāhid, ormai in disgrazia, riuscì a rimanere attivo con l'attività corsara, assaltando navi solitarie e impegnandosi in piccole e rapide scorrerie. Cedette i suoi possedimenti maggiori, tra cui Denia, Alicante, Majorca e le rispettive giurisdizioni che passarono al vescovo di Barcellona Guisalberto. Con i ricavi cercò di allestire un'altra flotta, intorno al 1033.
Nel 1044 (ma per alcuni nel 1035), dopo aver più volte inviato esploratori e preparato il tutto con accuratezza, Pisani e Sardi uniti sferrarono un decisivo attacco congiunto contro Bona, roccaforte dell'avversario musulmano.
Gli alleati cristiani distrussero la nuova flotta e invasero la città per catturare Mujāhid, al fine di eliminare i rischi della navigazione mediterranea e per ristabilire l'immagine della forza militare cristiana.
Fu promessa una grossa taglia su Mujāhid. L'emiro venne infine trovato da un sardo, e dopo essere stato riconosciuto venne trafitto e decapitato.
La sua testa, secondo gli storici pisani, fu issata sull'albero di maestra dell'ammiraglia della flotta sarda, poi gettata a mare nel punto più lontano dalla costa.
La carriera di corsaro e conquistatore di Mujāhid aveva tenuto in scacco le forze italiche per trentacinque anni: alla morte, Mujāhid era ormai ottantaquattrenne, un'età ragguardevole per l'epoca.
Nonostante la maggior parte delle cronache sia concorde, vi è stato chi ha sostenuto che invece Mujāhid sia stato catturato e fatto prigioniero (U. Foglietta, Historiae Genuensium). Questa versione, che vorrebbe che l'ultima sua spedizione sia avvenuta nel 1050, resta isolata.

### L'influenza della figura di Mujāhid
La storia di Mujāhid si è mischiata alle leggende da lui stesso sostenute, alle cronache faziose dei nemici e alle informazioni di fonti inaffidabili.
Fu indubbiamente un grande comandante di mare e di terra e un astuto stratega, di levatura non comune. Oltre che combattente fu certo un sovrano illuminato, un mecenate e un politico che condusse un'abile opera per garantire il dominio islamico del Mediterraneo. Il suo valore militare era riconosciuto anche dagli avversari
L'influenza militare di Mujāhid fu tale da far nascere diverse leggende, tra cui alcune che gli attribuiscono l'invenzione dei disegni arabescati (usati per riconoscere il proprio grado sul bavero della giubba), e l'invenzione degli alamari, il cui nome (secondo una facile e falsa etimologia) deriverebbe da Mujāhid al-ʿĀmirī.